# The Pullman Bride
The Pullman Bride è un cortometraggio muto del 1917 diretto da Clarence G. Badger. È l'ultimo film per Mack Sennett di Gloria Swanson, qui nel ruolo di bellezza al bagno.

## Produzione
Il film fu prodotto da Mack Sennett per la Keystone Film Company con il titolo di lavorazione The Train Robbers.

## Distribuzione
Distribuito dalla Triangle Distributing, il film - un cortometraggio in due bobine - uscì nelle sale cinematografiche statunitensi il 4 novembre 1917, secondo film di Sennett distribuito dalla Paramount.
Copia del film viene conservata negli archivi dell'UCLA Film and Television Archive.